# نواف طبيشات
نواف نهار سليم طبيشات (9 أكتوبر 1967 -) رئيس مجموعة إدارة المصادر النادرة في المنظمة العربية للتنمية الإدارية، والمنسق العام لندوات ومؤتمرات إدارة المصادر التراثية والمحافظة على التراث في الوطن العربي.عمل في مجال تنظيم المؤتمرات والمعارض منذ 1994.

## المؤهلات الدراسية
حصل على بكالوريوس إدارة عامة، التخصص الفرعي علوم سياسية، من جامعة اليرموك سنة 1992. نال درجة الماجستير في الإدارة بتقدير جيد جدًا من جامعة اليرموك سنة 2001، وكانت أطروحته بعنوان «المفاوضات الجماعية لحل النزاعات العمالية: دراسة ميدانية من وجهة نظر أعضاء الهيئات الإدارية لنقابات العمال المنظمة للاتحاد العام لنقابات العمال في الأردن». حصل على درجة دكتوراه الفلسفة في الإدارة العامة من كلية الاقتصاد والعلوم السياسية، جامعة القاهرة سنة 2011، وكانت أطروحته بعنوان «دور الإبداع التنظيمي في تطوير المنظمات العامة مع التطبيق على المؤسسات العامة المستقلة في المملكة الأردنية الهاشمية».

## عضويات الجمعيات المهنية
- عضو الجمعية العربية للاستشارات والتدريب.
- عضو جمعية الإداريين العرب.
- عضو المنظمة العربية لحقوق الإنسان (عمان- الأردن).
- عضو نادي خريجي جامعة اليرموك (أربد - الأردن).
- عضو جمعية البيئة الأردنية.
- عضو الهيئة الاستشارية بدورية كان التاريخية.
- عضو الملتقى الثقافي (أربد - الأردن).

## الدراسات والأوراق
- شارك بالحضور وقدم العديد من أوراق العمل والأوراق العلمية في مجموعة من المؤتمرات والندوات الإقليمية والوطنية.
- حاصل على جائزة سمو ولي العهد الأردني للنشاطات الشبابية 1992.

## وصلات خارجية
- موقع المنظمة العربية للتنمية الإدارية
- افتتاح أعمال مؤتمر المعونات والمنح الدولية ببيروت، المنسق العام نواف طبيشات.
- باكير تفتتح اعمال «ملتقى إدارة الأزمات والكوارث» مايو 2009، منسق عام الملتقى نواف طبيشات.
- خبراء عرب يناقشون في الدار البيضاء دور المؤسسات الرسمية والأهلية في حماية المستهلك
- جريدة الرأي: ملتقى الإدارة المتطورة للمؤسسات الإعلامية يختتم أعماله
- الفارس أطلق مؤتمر «صناعة القوى العاملة»: إكساب الخليجيين مهارات التطوير الوظيفي
- (صناعة عمان) تدعو إلى زيادة حجم التجارة العربية البينية، ديسمبر 2010.

## وصلات داخلية
- جامعة الدول العربية
- المنظمة العربية للتنمية الإدارية
- مجلة إدارة
- جائزة المملكة العربية السعودية للإدارة البيئية
- جائزة الشارقة لأفضل أطروحة دكتوراه في العلوم الإدارية في الوطن العربي